# 新米科拉伊夫卡 (羅茲迪利納區)
47°23′34″N 29°40′38″E / 47.39278°N 29.67722°E
新米科拉伊夫卡（烏克蘭語：Новомиколаївка）是位於烏克蘭西南部的村莊，由敖德萨州羅茲迪利納區的扎哈里夫卡市鎮負責管轄。該村始建於1849年，面積0.64平方公里，海拔高度79米，2001年人口149，人口密度每平方公里232.81人。